# Atelopus sernai
Atelopus sernai là một loài cóc trong họ Bufonidae. Chúng là loài đặc hữu của miền bắc Andes của Colombia.
Its natural habitats include các khu rừng vùng núi ẩm nhiệt đới hoặc cận nhiệt đới, đồng cỏ ở cao nhiệt đới hoặc cận nhiệt đới, và sông. Loài này đang bị đe dọa do mất nơi sống.